# Kerry Thornley

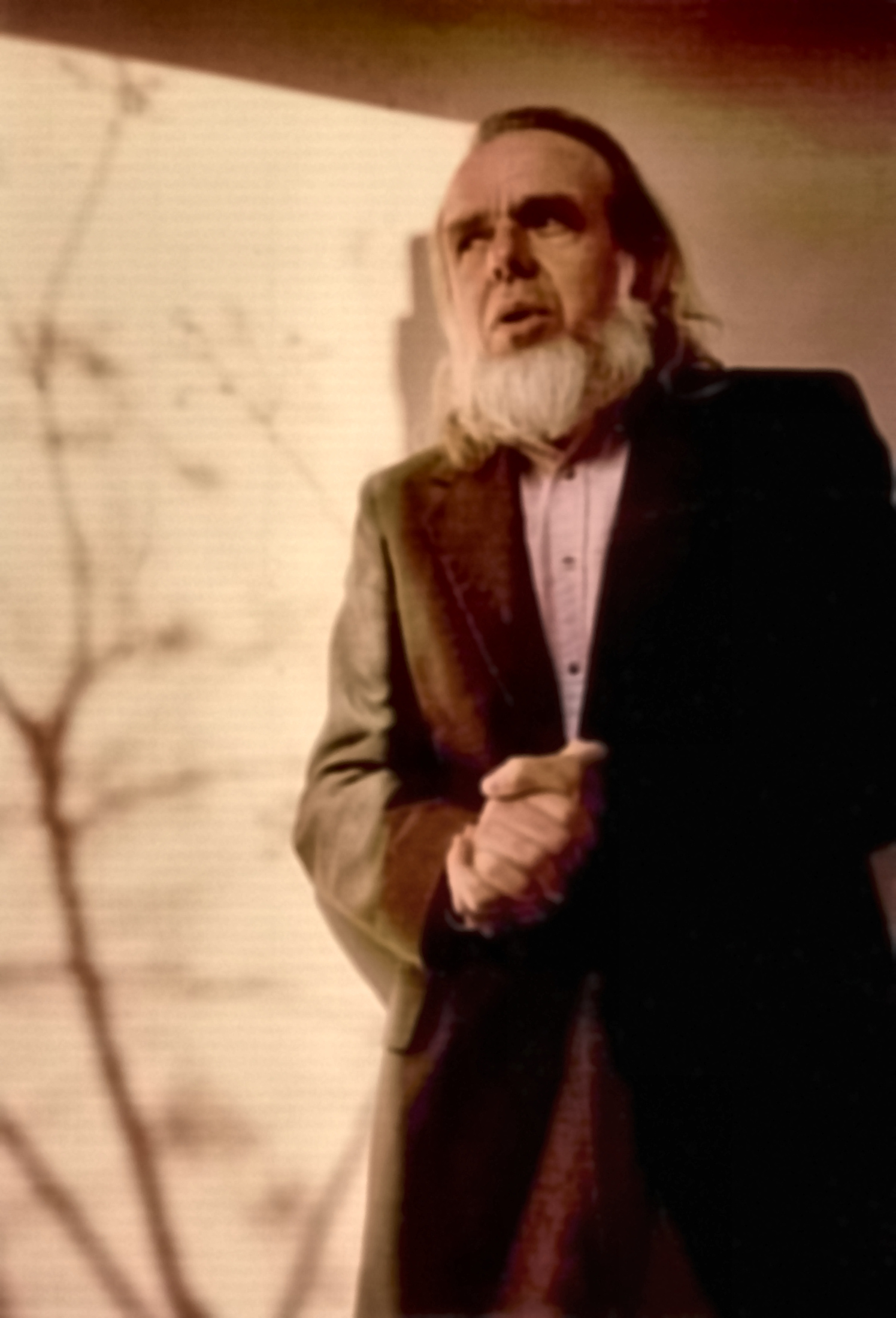
Kerry Wendell Thornley

Kerry Thornley (ur. 17 kwietnia 1938, zm. 28 listopada 1998) – amerykański pisarz i publicysta, współtwórca prześmiewczej religii zwanej dyskordianizmem, gdzie znany jest pod jednym ze swoich licznych pseudonimów jako Omar Khayyam Ravenhurst. Jest jednym z autorów „objawionej księgi” dyskordianizmu pt. Principia Discordia. 
Thornley był bardzo aktywnym twórcą w amerykańskim kontrkulturowym światku w latach 60. i 70. Używając kolejnego ze swoich pseudonimów, Ho Chi Zen, publikował krótkie biuletyny, w których prezentował swoją wersję anarchizmu, łączącą ten nurt społeczny z libertarianizmem, pacyfizmem, surwiwalizmem, D.I.Y. i buddyzmem zen. Jeden z najważniejszych spośród tych biuletynów, Zenarchia, doczekał się polskiego wydania nakładem wydawnictwa Okultura.